# Вибори до Запорізької обласної ради 2015
Вибори до Запорізької обласної ради 2015 — вибори депутатів Запорізької обласної ради, які відбулися 25 жовтня 2015 року в рамках проведення місцевих виборів у всій країні.
Вибори відбулися за пропорційною системою, в якій кандидати закріплені за 84 виборчими округами. Для проходження до ради партія повинна була набрати не менше 5% голосів.

## Кандидати
Номери партій у бюлетені подані за результатами жеребкування:
| Номер у бюлетені | Назва                                 | Кількість кандидатів | Перший номер                   |
| ---------------- | ------------------------------------- | -------------------- | ------------------------------ |
| 1                | «Блок Петра Порошенка „Солідарність“» | 85                   | Гугнін Едуард Анатолійович     |
| 2                | Радикальна партія Олега Ляшка         | 76                   | Ружин Юрій Миколайович         |
| 3                | «Відродження»                         | 85                   | Гончарук Петро Адольфович      |
| 4                | Аграрна партія України                | 84                   | Ніколенко Олег Вікторович      |
| 5                | УКРОП                                 | 85                   | Гришин Ярослав Володимирович   |
| 6                | ВО «Батьківщина»                      | 82                   | Старух Олександр Васильович    |
| 7                | «Соціалісти»                          | 71                   | Гарабзєєв Віктор Вікторович    |
| 8                | «Нова політика»                       | 39                   | Новосьолов Андрій Семенович    |
| 9                | «Об'єднання „Самопоміч“»              | 30                   | Марченко Владислав Петрович    |
| 10               | «Наш край»                            | 85                   | Кальцев Сергій Федорович       |
| 11               | ВО «Свобода»                          | 37                   | Подлобніков Віталій Вікторович |
| 12               | «Опозиційний блок»                    | 85                   | Шурма Ростислав Ігорович       |
| 13               | «Сильна Україна»                      | 85                   | Гамов Андрій Миколайович       |

## Результати
| Місце | Партія                                | % голосів | Кількість голосів | Зміна % 2015 до 2010 | Усього місць |
| ----- | ------------------------------------- | --------- | ----------------- | -------------------- | ------------ |
| 1     | «Опозиційний блок»                    | 29,18%    | 174 392           | ▼ -10,98%            | 28           |
| 2     | «Блок Петра Порошенка „Солідарність“» | 13,5%     | 80 697            | —                    | 13           |
| 3     | «Наш край»                            | 10,34%    | 61 822            | —                    | 10           |
| 4     | ВО «Батьківщина»                      | 8,57%     | 51 241            | ▼ -2,46%             | 8            |
| 5     | УКРОП                                 | 7,28%     | 43 520            | —                    | 7            |
| 6     | Радикальна партія Олега Ляшка         | 6,48%     | 38 753            | —                    | 6            |
| 7     | «Об'єднання „Самопоміч“»              | 6,14%     | 36 688            | —                    | 6            |
| 8     | «Нова політика»                       | 5,56%     | 33 255            | —                    | 6            |
| 9     | Аграрна партія України                | 4,83%     | 28 863            | —                    | —            |
| 10    | «Сильна Україна»                      | 2,54%     | 15 157            | ▼ -2,67%             | —            |
| 11    | ВО «Свобода»                          | 2,31%     | 13 820            | ▲ +1,21%             | —            |
| 12    | «Відродження»                         | 2,26%     | 13 533            | —                    | —            |
| 13    | «Соціалісти»                          | 0,99%     | 5919              | —                    | —            |
|       | Усього голосів за партії              | 100%      | 597 660           |                      | 84           |
|       | Недійсні                              | 4,31%     | 26 935            |                      |              |
|       | Усього (явка 45,40%)                  | —         | 624 654           |                      |              |